# Elecciones presidenciales de Estados Unidos de 2008 en Texas
Las elecciones presidenciales de los Estados Unidos de 2008 en Texas se celebraron el martes 4 de noviembre de 2008, como parte de las Elecciones presidenciales de Estados Unidos de 2008, en las que participaron los 50 estados más el Distrito de Columbia. Los votantes de Texas eligieron a los electores para que los representaran en el Colegio electoral a través del voto popular, enfrentando a las fórmulas del Partido Demócrata, del senador por Illinois Barack Obama y a su compañero el senador por Delaware Joe Biden, contra la del Partido Republicano, del senador por Arizona John McCain y su compañera la gobernadora de Alaska Sarah Palin, Texas tenía 34 votos electorales en el Colegio Electoral.
Antes de las elecciones, todas las organizaciones de noticias consideraban que este era un estado que McCain ganaría, o un estado rojo seguro. Las encuestas en todo el estado mostraron a McCain liderando consistente y sustancialmente a Obama. El día de las elecciones, McCain ganó fácilmente el estado, aunque su margen de victoria fue significativamente menor que el de George W. Bush en 2000 y 2004. Esta fue la primera elección desde 1996 en la que el margen de victoria fue inferior a un millón de votos. En cualquier caso, con sus 34 votos electorales, Texas fue el mayor premio para McCain en 2008.
Esta elección marcó la última vez (hasta las elecciones presidenciales de 2024) que el candidato demócrata ganó el condado de Brewster. También fue el último en el que el condado de Kenedy votó por el candidato ganador de la presidencia hasta 2024.

## Resultados
| Partido | Partido     | Candidato    | Votos     | %     |
| ------- | ----------- | ------------ | --------- | ----- |
|         | Republicano | John McCain  | 4,479,328 | 55.45 |
|         | Demócrata   | Barack Obama | 3,528,633 | 43.63 |
|         | Libertario  | Bob Barr     | 56,116    | 0.69  |
| Otros   | Otros       | Otros        | 13,718    | 0.17  |
|         |             |              |           |       |
| Total   | Total       | Total        | 8,077,795 | 100   |
|         |             |              |           |       |
| Fuente: |             |              |           |       |